# Курекюла
Ку́рекюла (ест. Kureküla alevik) — селище в Естонії, у волості Елва повіту Тартумаа.

## Населення
Чисельність населення на 31 грудня 2011 року становила 113 осіб.

## Географія
Поблизу населеного пункту проходить автошлях 47 (Санґла — Ринґу), від якого до Курекюла веде дорога 22164.
На захід від селища лежить озеро Виртс'ярв, найбільше внутрішнє озеро Естонії.

## Історія
До 24 жовтня 2017 року селище входило до складу волості Ранну.